# Cabinet Kohl V
Pour les articles homonymes, voir Cabinet Kohl.
 (janvier 2023).
Si vous disposez d'ouvrages ou d'articles de référence ou si vous connaissez des sites web de qualité traitant du thème abordé ici, merci de compléter l'article en donnant les références utiles à sa vérifiabilité et en les liant à la section « Notes et références ».
République fédérale d'Allemagne
Kohl IV Schröder I
Le cabinet Kohl V (en allemand : Kabinett Kohl V) est le gouvernement fédéral de la République fédérale d'Allemagne entre le 17 novembre 1994 et le 27 octobre 1998, durant la treizième législature du Bundestag.

## Historique du mandat
Dirigé par le chancelier fédéral chrétien-démocrate sortant Helmut Kohl, ce gouvernement est constitué et soutenu par une « coalition noire-jaune » entre l'Union chrétienne-démocrate d'Allemagne (CDU), l'Union chrétienne-sociale en Bavière (CSU) et le Parti libéral-démocrate (FDP). Ensemble, ils disposent de 341 députés sur 662, soit 51,5 % des sièges du Bundestag.
Il est formé à la suite des élections législatives fédérales du 16 octobre 1994.
Il succède donc au cabinet Kohl IV, constitué et soutenu par une coalition identique.

### Formation
Au cours du scrutin parlementaire, la CDU/CSU et le FDP perdent un total de 58 sièges, ce qui constitue leur plus important revers depuis leur arrivée au pouvoir en octobre 1982. Les libéraux-démocrates sont même relégués au quatrième rang des forces politiques, derrière l'Alliance 90/Les Verts. Toutefois, ils disposent toujours de la majorité absolue des parlementaires, celle-ci étant la plus faible depuis 12 ans.
Le 15 novembre, le président fédéral Roman Herzog propose la candidature d'Helmut Kohl au vote d'investiture du Bundestag. Il l'emporte par 338 voix pour et 334 voix contre, juste un suffrage de plus que la majorité constitutionnelle requise. Il constitue deux jours plus tard son cinquième et dernier cabinet fédéral, qui compte 17 ministres fédéraux, soit deux de moins que la précédente équipe. Le ministère fédéral de la Famille fusionne avec le ministère fédéral des Femmes, et le ministère fédéral de l'Éducation absorbe le ministère fédéral de la Recherche. Il compte trois femmes, dont Claudia Nolte, qui est à 28 ans la plus jeune ministre de toute l'histoire allemande. C'est la première fois, d'un strict point de vue constitutionnel, qu'un chancelier constitue cinq équipes ministérielles.

### Succession
Au cours des élections législatives fédérales du 27 septembre 1998, le Parti social-démocrate d'Allemagne (SPD) devient la première force politique fédérale et l'alliance de centre droit perd sa majorité. Le social-démocrate Gerhard Schröder s'associe alors avec les écologistes et forme son premier cabinet fédéral.

## Composition
- Les nouveaux ministres sont indiqués en gras, ceux ayant changé d'attributions en italique.

| Fonction                                                                                        | Nom | Nom                                                                             | Parti |
| ----------------------------------------------------------------------------------------------- | --- | ------------------------------------------------------------------------------- | ----- |
| Chancelier fédéral                                                                              |     | Helmut Kohl                                                                     | CDU   |
| Vice-chancelier Ministre fédéral des Affaires étrangères                                        |     | Klaus Kinkel                                                                    | FDP   |
| Ministre fédéral de l'Intérieur                                                                 |     | Manfred Kanther                                                                 | CDU   |
| Ministre fédéral de la Justice                                                                  |     | Sabine Leutheusser-Schnarrenberger (jusqu’au 17/01/1996) Edzard Schmidt-Jortzig | FDP   |
| Ministre fédéral des Finances                                                                   |     | Theo Waigel                                                                     | CSU   |
| Ministre fédéral de l'Économie                                                                  |     | Günter Rexrodt                                                                  | FDP   |
| Ministre fédéral de l'Alimentation, de l'Agriculture et des Forêts                              |     | Jochen Borchert                                                                 | CDU   |
| Ministre fédéral du Travail et de l'Ordre social                                                |     | Norbert Blüm                                                                    | CDU   |
| Ministre fédéral de la Défense                                                                  |     | Volker Rühe                                                                     | CDU   |
| Ministre fédérale de la Famille, des Personnes âgées, des Femmes et de la Jeunesse              |     | Claudia Nolte                                                                   | CDU   |
| Ministre fédéral de la Santé                                                                    |     | Horst Seehofer                                                                  | CSU   |
| Ministre fédéral des Transports                                                                 |     | Matthias Wissmann                                                               | CDU   |
| Ministre fédérale de l'Environnement, de la Protection de la Nature et de la Sécurité nucléaire |     | Angela Merkel                                                                   | CDU   |
| Ministre fédéral des Postes et des Télécommunications (fermé le 31/12/1997)                     |     | Wolfgang Bötsch                                                                 | CSU   |
| Ministre fédéral de l'Aménagement du territoire, des Travaux publics et de l'Urbanisme          |     | Klaus Töpfer (jusqu’au 15/01/1998)                                              | CDU   |
| Ministre fédéral de l'Aménagement du territoire, des Travaux publics et de l'Urbanisme          |     | Eduard Oswald                                                                   | CSU   |
| Ministre fédéral de l'Éducation, de la Science, de la Recherche et de la Technologie            |     | Jürgen Rüttgers                                                                 | CDU   |
| Ministre fédéral de la Coopération économique et du Développement                               |     | Carl-Dieter Spranger                                                            | CSU   |
| Ministre fédéral avec attributions spéciales Directeur de la chancellerie fédérale              |     | Friedrich Bohl                                                                  | CDU   |